# Clytoleptus albofasciatus
Clytoleptus albofasciatus là một loài bọ cánh cứng trong họ Cerambycidae.